# 東加茂村
東加茂村（ひがしかもそん）は、岡山県苫田郡にあった村。
現在の津山市加茂町小渕、加茂町公郷、加茂町桑原、加茂町下津川に当たる。
なお、東加茂村消滅時に合併した加茂町は後の新加茂町と同じ範囲を指し、新加茂町が分離して残った加茂町は西加茂村と東加茂村の範囲に当たるため、同名でも実質は全く別物と言える。
津山市への合併に伴い、それぞれの大字に加茂町を冠することとなった。

## 沿革
- 1889年6月1日 - 町村制施行に伴い、東北条郡小渕村、公郷村、桑原村、下津川村が合併し、東加茂村となる。大字桑原に役場を置く。
- 1900年4月1日 - 東北条郡が東南条郡、西西条郡、西北条郡と合併し、苫田郡となる。
- 1924年7月1日 - 苫田郡加茂村が町制、加茂町となる。
- 1942年5月27日 - 加茂町 、西加茂村と合併し、新たに加茂町となる。
- 1951年1月1日 - 加茂町から旧・加茂町が分離、新加茂町となる。旧・西加茂村、旧・東加茂村の範囲が加茂町として残る。
- 1954年4月1日 - 苫田郡加茂町、新加茂町、上加茂村が合併、新たに加茂町となる。

## 地区の地名
- 小渕
- 公郷
- 桑原
- 下津川

## 教育

### 保育園
- 公郷保育所

## 交通

### 鉄道
- JR因美線 ： 美作加茂駅、知和駅

### 道路
廃止当時は未完成。旧村内を走る高速道路・国道なし。

#### 県道
- 主要地方道
  - 岡山県道6号津山智頭八頭線
  - 岡山県道75号加茂奥津線

## 河川・山岳

### 河川
- 加茂川
- 津川川

### 山岳
- 大釈山
- 公郷仙
- 加茂富士

## 寺院・神社

### 寺院
- 公郷寺

### 神社
- 加茂神社

## その他
下津川の津川は津川川を指す。津川川をはさみ、当村大字下津川、勝田郡広戸村大字広戸奥津川、滝尾村大字津川原（現・津山市三浦）と、津川川に由来する地名が3村に分かれ存在していた。
この3つの地名は現在すべてが津山市内にある。